# Marek Haczyk
Marek Haczyk (ur. 15 czerwca 1974) – polski kierowca rajdowy, kaskader, spadochroniarz, płetwonurek.

## Działalność sportowa
Uprawiał rajdy samochodowe. Uzyskał Licencję Rajdową RI Międzynarodową.  Reprezentował Automobilklub Krakowski. Startował w Wyścigu Górskim „Góra św. Anny” w 1998, w 1999 w Rajdach Karkonoskim, Wisły, Elmot oraz w Rajdowych Samochodowych Mistrzostwach Polski 1999 w Pucharze Seicento Sporting, w Rajdzie Krakowskim 2001. Podczas Lausitz Cup 2009 w ramach Rajdu Karkonoskiego jechał Oplem Corsą GSi w załodze ze Sławomirem Haczykiem.
Został płetwonurkiem i instruktorem nurkowania, spadochroniarzem, zawodowym kaskaderem, pracującym w ramach Stunt Team Poland. 
5 lipca 2014 był jedyną osobą, która przeżyła katastrofę lotniczą w Topolowie.

## Filmografia
Występował w produkcjach filmowych, głównie jako kaskader. Został członkiem Stowarzyszenia Filmowców Polskich.
- Detektywi (2005)
- W11 – Wydział Śledczy
- Dzień Gniewu (2006)[5]
- Cisza, cykl Prawdziwe historie (2010)
- Ciacho (2010)
- Uwikłanie (2011)
- Mój biegun (2013)